# 海眼浄光
海眼淨光（かいがんじょうこう、享保7年（1722年） – 天明5年12月24日（1786年1月23日））は、江戸時代中期の黄檗僧、画僧。長崎派の花鳥画を能くした。
道号は玄峰、恵達、のち海眼。法諱は淨要、淨光、淨博。画号は鶴亭が有名だが、ほかに如是道人、如是主人、米寿翁、白羊山人、南窓翁、墨翁、五字庵などがある。

## 略伝

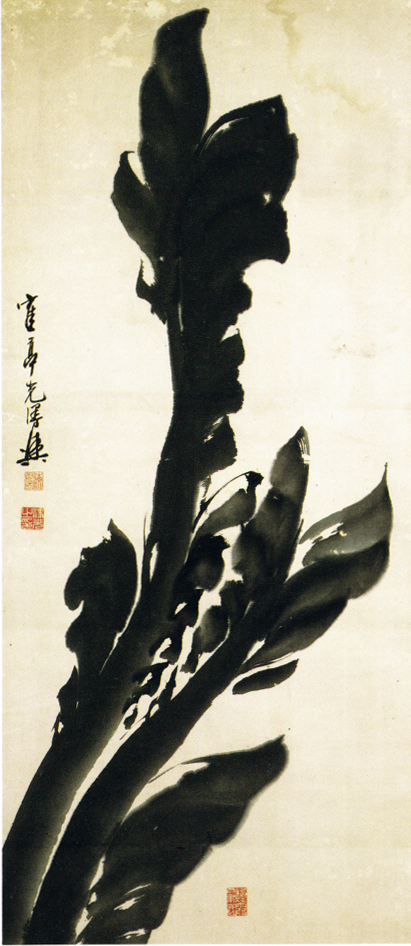
芭蕉図

長崎に生まれ、早い時期から聖福寺の僧となる。20歳の頃、岳宗元璋に嗣法したが、25歳に師が没するとこれをきっかけにしてか僧籍を離れる。
既に黄檗僧として画の技量を磨いていたものと思われるが、還俗後に沈南蘋の直弟子である熊斐の門下となり、彩色写生風の花鳥画を学び、独特の画風を確立。作品の款記から、延亨4年（1747年）頃には京都に住んでいたようだ。やがて大坂に出て画業で生計を立てる。俗界にあっても禅の戒律を守って清らかな生活を続けており、友人の悟心元明は「禅友」と呼んで賞賛した。
宝暦末年頃には大坂で名声を確立し、沈南蘋の花鳥画を広めたと言われる（上田秋成『あしかびのことば』）。一方で禅味のある墨竹図を好んで画いている。木村蒹葭堂が画の弟子となったほかに、柳沢淇園、池大雅、黄檗僧の大鵬正鯤、聞中浄復などと親しく交友した。また、寿米翁と号し、俳諧師・狂歌師としても活躍した。
明和3年（1766年）、再び黄檗僧に復帰し、4年後の47歳の時に萬福寺塔頭の輪流十三院のひとつ紫雲院第6代住持となり、松隠堂の輪番塔主も勤める。紫雲院で15年過ごし、聖福寺の住持を請われたがこれを固辞し大坂に向い、ついで江戸に出る。
天明5年（1785年）12月24日、下谷池之端において入寂。享年64。墓所は不明。

## 関連項目

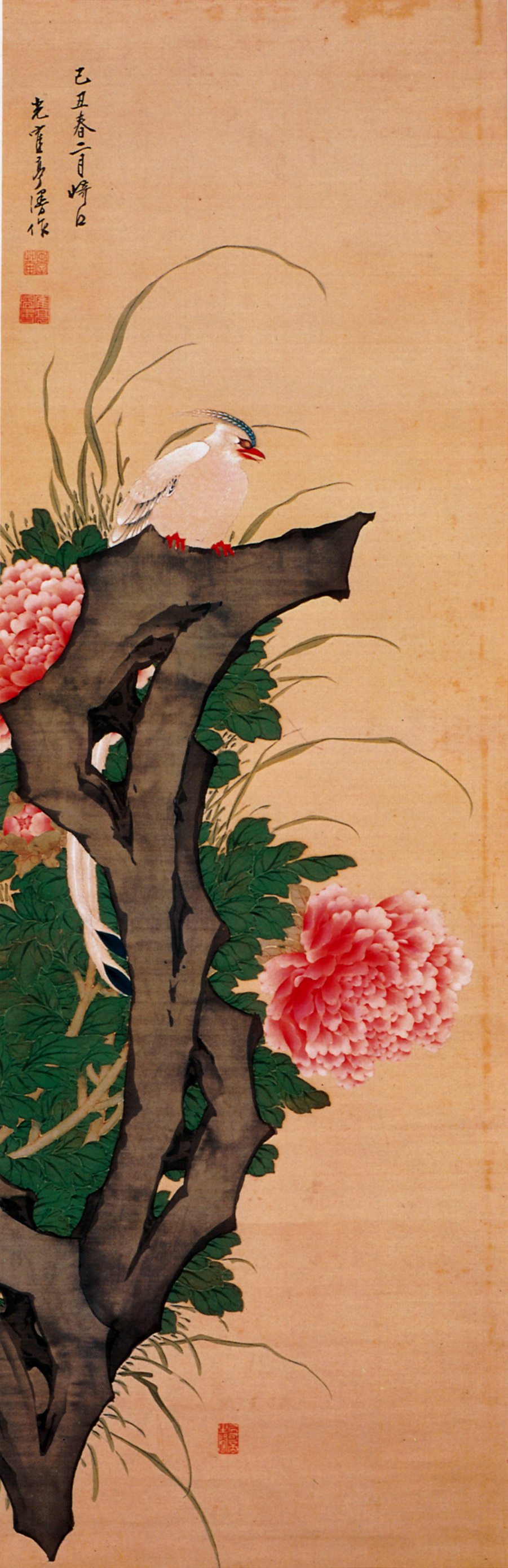
牡丹綬帯鳥図　絹本着色　明和6年(1769年) 神戸市立博物館

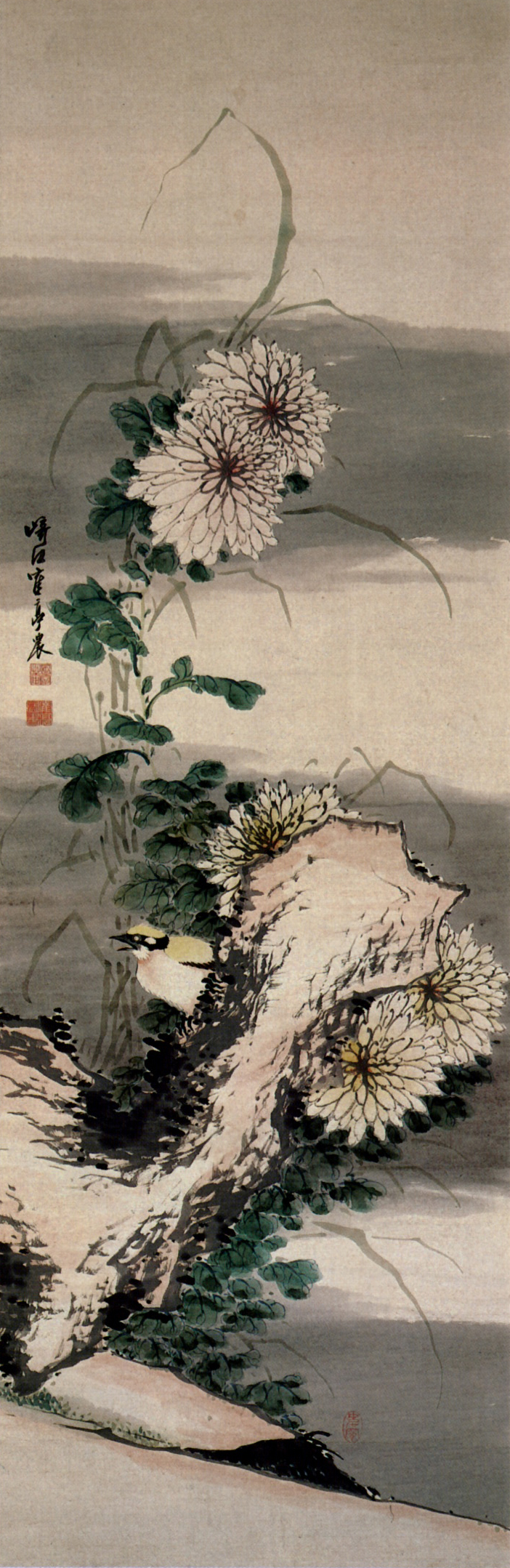
菊石黄鳥図 紙本淡彩

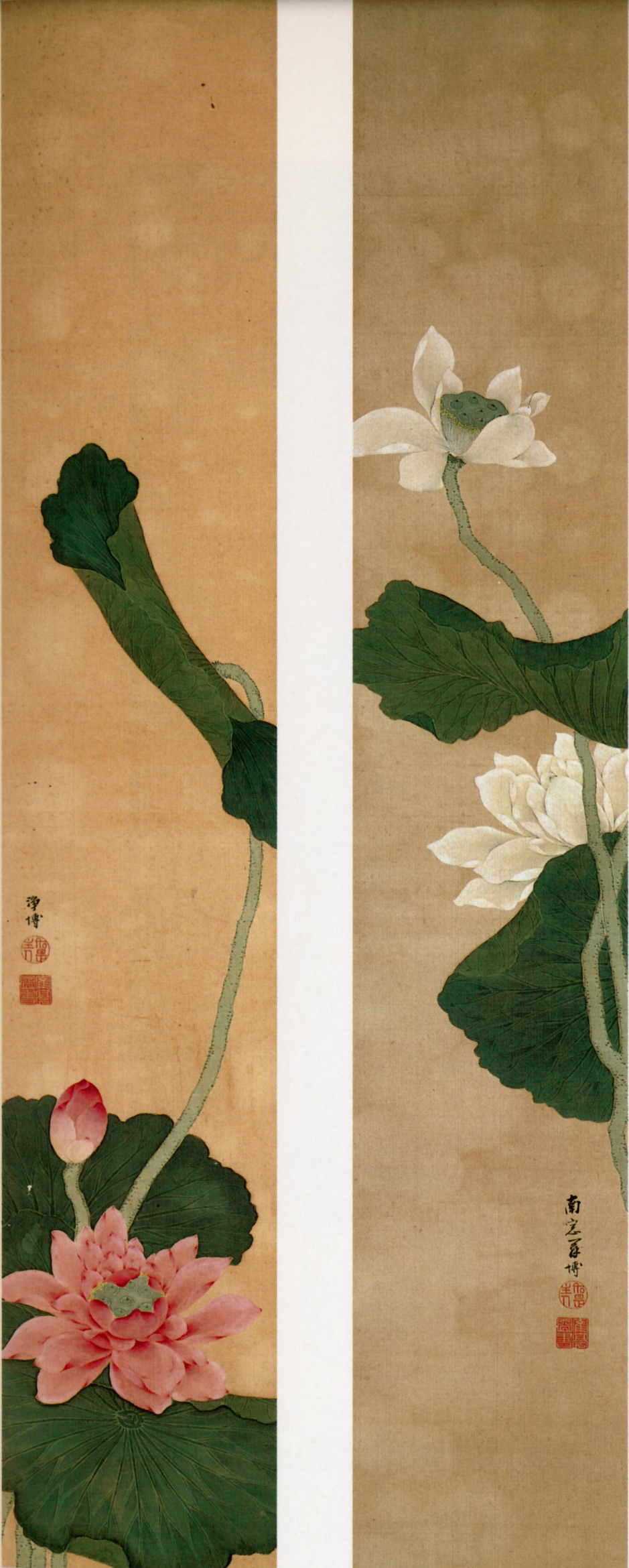
紅白蓮図 絹本着色

## 代表作
| 作品名             | 技法     | 形状・員数 | 所有者                   | 年代                  | 落款・印章                    | 備考 |
| ------------------ | -------- | ---------- | ------------------------ | --------------------- | ----------------------------- | --- |
| 牡丹小禽図         |          | 1幅        | 長崎歴史文化博物館       | 1758年（宝暦8年）     |                               | |
| 牡丹綬帯鳥図       | 絹本着色 | 1幅        | 神戸市立博物館           | 1769年（明和6年）     |                               | |
| 富士山図           | 紙本墨画 | 1幅        | ドラッカー・コレクション | 1776年（安永5年）着賛 | 款記なし/「鶴亭図畫」朱文方印 | 佚山賛。富士山図の規範となった伝雪舟筆「富士三保清見寺図」（永青文庫蔵）を踏襲しつつも、より量感ある文人画に仕上げている。右奥の山並みの描法は、伊藤若冲が用いた筋目描に類似する。 |
| 花鳥雑画押絵貼屏風 | 紙本墨画 | 六曲一双   | 長崎歴史文化博物館       | 1778年（安永7年）     |                               | |

## 門弟
- 木村蒹葭堂
- 葛蛇玉
- 山田鶴洲
- 鼓嶽山人（釋大海）